# Acroceras amplectens
Espèce
Acroceras amplectens est une espèce de plantes monocotylédones de la famille des Poaceae, sous-famille des Panicoideae, originaire d'Afrique tropicale.
Ce sont des plantes herbacées annuelles, aux tiges  (chaumes) décombantes, grêles, de 30 à 100 cm de long.

## Synonymes
Selon Catalogue of Life (23 juillet 2017) :
- Acroceras basicladum Stapf
- Neohusnotia amplectens (Stapf) C.C.Hsu
- Panicum amplectens (Stapf) Pilg., nom. illeg.
- Panicum bandunduense Vanderyst, nom. provis.
- Panicum zizanioides var. angustatum A.Chev., nom. nud.

## Importance économique
Cette espèce est parfois cultivée dans certains pays d'Afrique, notamment comme plante fourragère au Tchad pour améliorer les pâturages, ou comme légume en Gambie.
C'est également une mauvaise herbe des rizières.
Dans le nord du Cameroun, cette graminée est consommée en herbe et en grains par le bétail (chevaux, bœufs, moutons, chèvres, etc.)